# National Fire Protection Association
La National Fire Protection Association (NFPA) est un organisme américain fondé en 1896 dans le but de lutter contre les dommages physiques et matériels dus aux incendies. 
Elle réalise entre autres des normes de sécurité pour lutter contre ces dommages ainsi que d'autres risques.

## Normes de la NFPA
La NFPA publie des règles et normes en matière de sécurité qui ne se limitent pas seulement aux incendies, car elles portent aussi sur les autres dangers tels qu'électriques, connexes ou environnementaux.

### Au Canada

#### Québec
Au Québec, les normes NFPA constituent une référence importante dans l'encadrement des services de sécurité incendie. Plusieurs de ses normes sont explicitement intégrées aux pratiques recommandées par le ministère de la Sécurité publique, notamment dans le Guide relatif aux opérations des services de sécurité incendie.
Le guide identifie des normes spécifiques de la NFPA applicables à divers volets des opérations, telles que la santé et la sécurité des intervenants (NFPA 1500, 1550), la gestion des interventions (NFPA 1561), les communications d'urgence (NFPA 1225), les équipements et vêtements de protection (NFPA 1851, 1971, 1981), ainsi que la formation et les qualifications professionnelles (NFPA 1001, 1021, 1031, etc.).
Elles ont également intégrées dans le domaine du bâtiment. En vertu de la Loi sur le bâtiment (L.R.Q., c. B-1.1), appliquée par la Régie du bâtiment du Québec, le Code de construction du Québec incorpore par référence la norme NFPA 13, qui encadre l'installation des systèmes de gicleurs automatiques. D'autres normes de la NFPA sont couramment utilisées dans le secteur du génie du bâtiment, notamment les normes NFPA 14, 16, 20, 25 et 30, en complément des règlements municipaux applicables.

### En France
Une partie de ces normes sont traduites en français par le Centre national de prévention et de protection (CNPP).
L'utilisation de ces règles permet de combler les vides dans la réglementation française en matière de sécurité (NFPA 409 pour la protection des hangars d'avion). Leur application en France est pour l'instant relativement peu répandue, on les retrouve principalement dans les grands groupes trans-nationaux[réf. souhaitée].

### Liste des normes NFPA
- NFPA 11, Extinction par mousse
- NFPA 13, Installation des systèmes sprinkleurs
- NFPA 15, Système d'arrosage à eau
- NFPA 25, Systèmes de protection contre l'incendie à base d'eau
- NFPA 30, Liquides inflammables et combustibles
- NFPA 30 B, Fabrication et stockage de produits aérosols
- NFPA 68, Standard de protection d'explosion par évent de déflagration
- NFPA 70, Normes nationales sur l'électricité
- NFPA 70B, Pratique recommandée pour la maintenance d'équipement électrique
- NFPA 70E, Norme de sécurité électrique en milieu de travail
- NFPA 72, Alarme incendie et code de la signalétique
- NFPA 77, Pratique recommandé pour l'électricité statique
- NFPA 101, Système de sécurité
- NFPA 704, Système standard pour identification de risque matériel pour les interventions en cas d'urgence
- NFPA 921, Guide pour les enquêtes sur les feux et les explosions
- NFPA 1001, Standard pour les qualifications des pompiers professionnels
- NFPA 1123, Normes pour les dispositifs pyrotechniques
- NFPA 1600, Plans de gestion des catastrophes et des situations d'urgence et de continuité des activités
- NFPA 1670, Plan pour les opérations et entrainements de recherches techniques et de sauvetages d'incidents
- NFPA 1901, Standard for Automotive Fire Apparatus